# Renault DAB1
Le Renault DAB1 est un prototype de véhicule à chenilles, produit en deux exemplaires en 1939 pour l'Armée française par Renault. Testé au début de la Seconde Guerre mondiale, il n'est pas produit en série.

## Historique
Le DAB1 est destiné à l'infanterie, afin d'accompagner les fantassins au pas (4 km/h), comme le ferait un cheval, en tractant la voiturette d'infanterie modèle 1937 tout en transportant 300 kg de munitions pour les armes lourdes de l'infanterie. Le DAB1 est également conçu pour tracter le canon de 25 mm SA34 ou la remorque Renault UK,.
La commission d'expérimentation de matériel automobile de Vincennes donne un avis favorable en octobre 1939. En décembre 1939, un des deux prototypes de « cheval mécanique » DAB1 part en essais dans la région de Briançon au 72e bataillon alpin de forteresse où il est testé au côté d'un tracteur à chenilles Olier et du Laffly V10M. C'est ce dernier qui est adopté pour les troupes alpines, tandis que l'Unic TU1, également capable de rouler au pas, est sélectionné comme véhicule d'infanterie.

## Conception
Le DAB1 reprend de nombreux composants de la chenillette Renault UE2, notamment le train de roulement. Doté d'un moteur de 30 ch, il peut progresser de 1 à 15 km/h.